# Велика награда Сан Марина 1996.
Велика награда Сан Марина 1996. године је била трка у светском шампионату Формуле 1 1996. године која се одржала на аутомобилској стази „Енцо и Дино Ферари“ у Имоли, 6. маја 1996. године.
Победник је био Дејмон Хил, другопласирани Михаел Шумахер, док је трку као трећепласирани завршио Герхард Бергер.